# Лемакс

Лемакс — российское промышленное объединение, специализирующееся на производстве бытового котельного оборудования и панельных стальных радиаторов.  Создано в 1992 году в Таганроге.

## История создания
Предприятие «Лемакс» было зарегистрировано Леонидом Матусевичем в Таганроге 23 июля 1992 года. Начинал свою деятельность  «Лемакс» со строительства гаражей и складов, торговли металлом.
Собственное котельное производство «Лемакс» запустил в 2003 году. Была сделана ставка на автоматизированное оборудование. Роботы закупались у ведущих мировых производителей — Motoman, Salvanini, TRUMPF, Evromak. Котлы «Лемакс» производятся по передовой технологии, специально разработанной немецкой компанией ProLean, компанией, создававшей технологию для концернов Vaillant Group, BMW, Airbus, Volkswagen.
По итогам 2006 года в секторе бытового газового оборудования, «Лемакс» был назван экспертами маркетингового агентства «Росбизнесконсалтинг» самым динамично развивающимся российским производством, а по итогам 2007 года на этом рынке «Лемакс» занял первое место по объемам производства и продаж.
В 2018 году «Лемакс» открыл построенный в Таганроге завод по производству панельных радиаторов мощностью 600 тысяч единиц в год с перспективой удвоения объёмов производства. Объем инвестиций составил 1,5 млрд рублей. Для этого проекта «Сбербанк» в партнерстве с европейскими банками предоставил «Лемаксу» инвестиционный кредит в сумме 650 млн рублей.
В 2021 году 30 апреля таганрогским предприятием «Лемакс» был произведен технический запуск второй очереди завода по производству стальных панельных радиаторов. Суммарная мощность завода увеличилась вдвое и составит 1,2 млн радиаторов в год, что сделает его одним из крупнейших в России и Европе. Производственные возможности позволят расширить ассортимент радиаторов высотой 200, 400 и 600 мм с возможностью воплощения любых дизайнерских решений по цветовому и фактурному оформлению панелей.
В июле 2021 года стало известно о намерении «Лемакса» вложить 5,3 миллиарда рублей в строительство нового завода по производству панельных радиаторов. Это позволит вдвое увеличить проектную мощность предприятия и создать 115 новых рабочих мест. Программа инвестирования рассчитана до 2027 года.

## Производственные направления
- Бытовые газовые котлы
- Настенные и напольные котлы отопления
- Конденсационные котлы
- Атмосферные котлы
- Газогорелочные устройства
- Бытовые твердотопливные котлы
- Одноконтурные и двухконтурные котлы отопления
- Газовые проточные водонагреватели
- Энергонезависимые напольные котлы
- Энергозависимые напольные и настенные котлы
- Стальные панельные радиаторы
- Электрические котлы

## Участие в некоммерческих проектах
- В 2012 году при финансовой поддержке Леонида Матусевича и компании «Лемакс» в Таганроге на Площади Восстания, перед зданием Старого железнодорожного вокзала, была построена Часовня Казанской иконы Божией Матери[10][11].

- В 2015 году по инициативе и финансировании компании «Лемакс» были начаты работы по изготовлению и передачи Таганрогу точной копии знаменитого Херсонесского колокола. Для изготовления копии группа специалистов выехала в Херсонес, где произвела обмеры и копирование поверхностей колокола для изготовления литейной модели[12]. Также были взяты образцы бронзы для химического анализа[12]. Передача колокола Таганрогу состоялась 11 июня 2016 года в рамках празднования общецерковного прославления святого праведного Павла Таганрогского[13]. Колокол освятил митрополит Ростовский и Новочеркасский Меркурий[13].